# Laurin & Klement
A  Laurin & Klement, rövidítve L&K a csehországi Mladá Boleslavban működő járműgyártó vállalat volt 1895–1925 között. Kerékpárokat, motorkerékpárokat és személygépkocsikat állított elő. 1925-ben a Škoda Művek része lett, napjainkban Škoda Auto néven működik.